# Saúl Luciano Lliuya

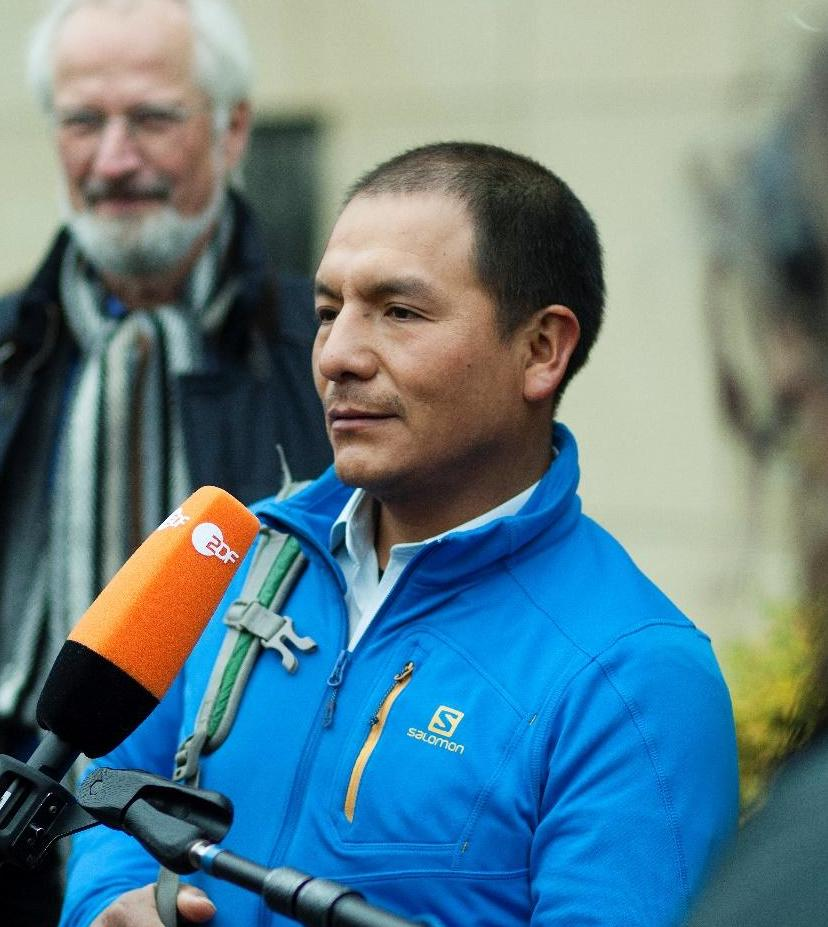
Saúl Luciano Lliuya (2016)

Saúl Luciano Lliuya (* 5. Oktober 1980 in Centro Poblado de Llupa, Provinz Huaraz, Peru) ist ein peruanischer Kleinbauer, Bergführer und Umweltaktivist. International bekannt wurde er durch seinen Prozess gegen den deutschen Energiekonzern RWE, der sich an den Vorsorgemaßnahmen gegen Überflutungen in Huaraz wegen dessen Mitverantwortung am Klimawandel beteiligen soll.

## Leben
Saúl Luciano Lliuya wurde Kleinbauer wie sein Vater José Luciano, von dem er auch die Liebe zu den Anden erbte. 2002 machte er eine Ausbildung zum Bergführer. In vielen Jahren beobachtete er die stetige Abnahme der Gletscher dort. Er ist als Landwirt auf seinen zwei bis drei Hektar großen Ackerflächen tätig und baut dort vor allem Kartoffeln, Quinoa und Mais an. Er bietet auch Bergführungen in den Anden in den Sommermonaten an.
Ende 2014 nahm Saúl Luciano Lliuya Kontakt zur deutschen Nichtregierungsorganisation Germanwatch auf und bat sie um Unterstützung bei seinem Kampf um Vorsorgemaßnahmen gegen drohende Überflutungen in Folge des Klimawandels. Diese empfahl ihm eine Klage gegen den deutschen Energiekonzern RWE als größten CO2-Emittenten in Europa um Mitbeteiligung an den Schutzmaßnahmen in Huaraz. Dies erregte eine breite internationale Aufmerksamkeit, da es der erste größere Prozess dieser Art war, und ein Präzedenzfall für weitere solcher Klagen sein könnte. Seit 2017 gab es eine Berufungsklage beim Oberlandesgericht Hamm, die jedoch mit Urteil vom 28. Mai 2025 (Az. 5 U 15/17) zurückgewiesen wurde. Die Revision wurde nicht zugelassen.
Das aufsehenerregende Verfahren dauerte insgesamt über neun Jahre, wobei das Oberlandesgericht Hamm 2017 zunächst feststellte, dass ein Anspruch auf anteilige Erstattung der Schutzmaßnahmen durch RWE grundsätzlich möglich sei, wenn bestimmte Tatsachen bewiesen würden. 2022 erfolgte eine aufwendige Beweisaufnahme mit Ortsterminen und Gutachten zur konkreten Bedrohungssituation in Huaraz. Die endgültige Entscheidung basierte auf dem Ergebnis, dass für Lliuyas Grundstück keine konkrete Gefahr bestehe, da die Wahrscheinlichkeit einer Überflutung in den nächsten 30 Jahren bei lediglich einem Prozent liege.

## Wirken
Obwohl Lliuyas Klage im Mai 2025 endgültig scheiterte, bezeichnete die Organisation Germanwatch die Entscheidung dennoch als bahnbrechend, da erstmals ein hohes europäisches Gericht die grundsätzliche zivilrechtliche Haftung großer CO2-Emittenten für Folgen der Klimakrise anerkannt habe. Lliuya hatte ursprünglich die anteilige Beteiligung von RWE an den Kosten von Schutzmaßnahmen gegen mögliche Flutwellen oder Schlammlawinen gefordert, die durch abschmelzende Gletscher infolge des Klimawandels drohen. Im Zentrum des Verfahrens stand weniger eine finanzielle Entschädigung als vielmehr die Präzedenzwirkung und mögliche Signalwirkung für zukünftige Klimaklagen weltweit.

## Ehrungen und Mitgliedschaften
- Saúl Luciano Lliuya nahm 2015 an der UN-Klimakonferenz in Paris und 2019 an virtuellen Parallelveranstaltungen am Rande der UN-Klimakonferenz in Madrid teil.[4][5]
- 2018 erhielt er den renommierten Preis Das Glas der Vernunft der Stadt Kassel, (den zuvor unter anderem der Philosoph Jürgen Habermas und der Whistleblower Edward Snowden erhalten hatten).[6]
- Er ist Mitglied der Organisation der Bergführer in Peru und der Internationalen Bergführer-Union (Unión Internacional de Asociaciones de Guías de Montaña (UIAGM)).
- Über seinen Prozess gegen RWE gab und gibt es seit 2015 unzählige Berichte in Medien in vielen Teilen der Welt.